# Batalla del Granic
La batalla del Granic va ser la primera en la qual Alexandre el Gran es va enfrontar i va derrotar els perses. La batalla va tenir lloc al nord-oest de l'actual Turquia, a la riba del riu Granic, a prop de l'emplaçament de Troia. Allà, un exèrcit sota el comandament combinat dels sàtrapes perses d'Àsia Menor, que comptava amb nombrosos mercenaris grecs, va ser derrotat per Alexandre.

## Antecedents
Una vegada assegurada la situació a Grècia, Alexandre abandona Macedònia amb el seu exèrcit. L'objectiu és continuar els plans del seu pare i atacar l'Imperi aquemènida. Creua l'Hel·lespont el 334 aC, avançant per la carretera cap a Dascilios, capital de la satrapia de Frígia. A la seva arribada, es troba amb les sàtrapes (governadors) locals, al comandament d'un exèrcit reunit precipitadament, el gruix del qual es basa en la cavalleria lleugera. Els perses, a més, expliquen amb un líder de renom mercenari: Mèmnon de Rodes.
Desafortunadament per als perses, tants generals eren incapaços de posar-se d'acord en un únic pla, rebutjant la sagaç tàctica de Mèmnon, que pretenia cremar els camps de blat i retirar-se després, deixant només terra estèril al seu pas. Als governadors no els agradava la idea d'arrasar les seves pròpies terres.
Encara que Parmenió i els seus generals més experimentats li van aconsellar obrar amb precaució, Alexandre va rebutjar la idea de dormir als bancs del riu i atacar a trenc d'alba. Va optar per un atac immediat per exaltar la valentia i confiança de les seves tropes i en el procés intimidar els seus adversaris.
Bàsicament existien dos cursos d'acció a prendre en l'estratègia de les sàtrapes perses contra l'invasor macedoni: un atac directe i concret o la retirada amb tàctica de camp arrasat.

### Estratègia de Camp Arrasat
Considerava el punt feble de l'exèrcit invasor focalitzat en la seva cadena de subministraments. L'exèrcit d'Alexandre al moment de trepitjar terra asiàtic comptava amb provisions per a un lapse de temps de 30 dies. Si bé la racionalització d'aliments per part de l'exèrcit macedoni era una pràctica bastant bé exercitada des dels temps de Filip II, les enormes distàncies i les dificultats logístiques implicaven un seriós risc per a les tropes d'Alexandre. Més encara si considerem que la supremacia naval era enterament persa mentre que la petita flota d'Alexandre se centrava enterament en la porció de navios ateneses de dubtosa fidelitat.
Aquesta estratègia era la pregonada per Mèmnon el rodi, qui era aleshores estrateg general dels mercenaris grecs al servei de l'Imperi Persa. El seu objectiu era evitar xocs directes per desgastar a l'exèrcit macedoni amb contínues marxes sobre un terreny hostil i erm, arrasat, on l'aprovisionament seria escàs o nul. Una vegada debilitat l'exèrcit macedoni, procedir a tallar o dificultar la comunicació marítima amb Macedònia i aniquilar l'invasor.
Òbviament les sàtrapes van rebutjar aquesta proposta que implicava una destrucció dels seus propis dominis i fonts de riquesa. La tàctica de terra arrasada incloïa la crema dels camps collits, destrucció dels magatzems d'aliments i el trasllat de la població útil.

### Estratègia del xoc decisiu
Buscant l'ocasió de lluitar una batalla decisiva i eliminar el perill invasor de l'exèrcit d'Alexandre, havia de ser un atac ràpid per fent barata la manutenció d'un exèrcit (soldats propis i mercenaris). Aquesta era la idea d'Alexandre, una batalla ràpida que li permetés obtenir botí suficient per estendre les provisions necessàries per a la prossecució de la campanya punitiva grega contra l'imperi persa.

## Batalla
La situació es dibuixava complicada per a les hosts macedòniques donada la configuració del terreny i en especial el curs del riu Granic que discorria entre ambdós exèrcits. El problema principal era com creuar el curs d'aigua sense quedar indefensos.
El geni militar d'Alexandre queda definit en la rapidesa de la presa de decisió i execució de les ordres. D'acord amb les fonts presents (Cal·lístenes i Ptolemeu) es va procedir a prendre per sorpresa els perses travessant el riu abans de l'alba. Quan els comandaments de l'exèrcit persa detecten el creuament del riu pels macedonis, és massa tard per formar la cavalleria persa i contrarestar l'atac de la cavalleria d'Alexandre.

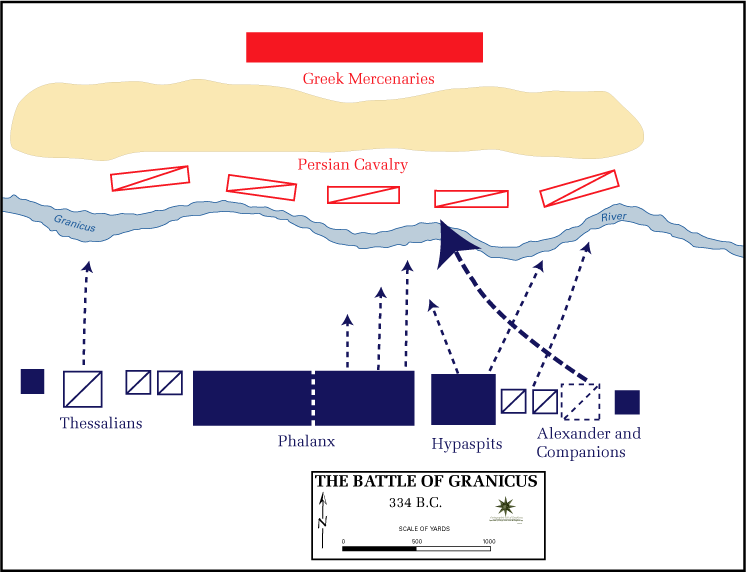
Disposició dels exèrcits per a la batalla.

El mètode típic de combat d'Alexandre se centrava al voltant de les seves expertes unitats de falangistes entrenades, flanquejades per la mobilitat dels Companys i l'Exèrcit macedoni. En aquest cas, el seu pla semblava difícilment realitzable, ja que havia de travessar el riu Granic per enfrontar-se a l'enemic. Però de qualsevol manera, Alexandre es va llançar al combat, liderant la cavalleria del seu flanc dret a través del riu, disposat a colpejar el flanc persa.
Mentre la cavalleria d'Alexandre creuava el corrent, la infanteria pesant persa va infligir algunes pèrdues a la falange macedònia. Tanmateix, les unitats enviades a interceptar l'ala d'Alexandre van ser derrotades fàcilment, i el seu atac sobtat des del flanc va donar un avantatge fonamental al macedoni.
La batalla es va accelerar mentre Alexandre, avançant per destrossar el flanc esquerre persa, va lluitar mà a mà amb dos líders perses i va posar fi a les seves vides. El seu oficial, Clit Meles, va intervenir per posar fi a la vida d'un tercer. Mentrestant, la falange central ja havia travessat el riu i pressionava els seus enemics, amb ajuda renovada de la cavalleria a ambdós flancs. L'organització de l'exèrcit persa aviat es va trencar, i els pocs focus de resistència que quedaven van ser ràpidament envoltats i eliminats, assegurant així la primera gran victòria d'Alexandre sobre els perses.

## Resultat

Desenvolupament de la batalla.

La batalla del Granic va ser aquella en la qual Alexandre va estar més pròxim a la mort. Va anunciar els perses que l'exèrcit macedoni era una força a tenir en compte. Els efectes immediats de la batalla van ser l'alliberament de les ciutats gregues de la Jònia i Àsia Menor, i es va establir un cap de platja per a futures campanyes contra l'Imperi persa, va possibilitar la captura del botí existent a les fortaleses perses del nord de l'Àsia Menor, alleugerint la cadena de subministraments. El reaprovisionament de la força expedicionària grega es va consolidar.
En finalitzar aquesta batalla s'inicia un canvi en l'estratègia de guerra dels dos contendents.
Del costat macedoni, es reconeixia la fragilitat de la situació en cas d'un aixecament de les ciutats gregues (en especial d'Esparta i Atenes) recolzades per l'or persa com havia ocorregut en dècades passades en la història grega. El control marítim que tenia l'imperi persa era indesafiable per la quantitat de navilis i les tripulacions experimentades de Fenícia i Siriana. Reconeixent aquesta situació, Alexandre va procedir a executar una estratègia de terra seca, anant a conquerir les ciutats costaneres de Jònia i Àsia Menor, traient-li la possibilitat de reabastir-se a la flota persa, intentat així disminuir el seu marge de maniobrabilitat.
Pel costat de l'imperi persa, el lideratge de Memnó el rodi queda establert i consolidat. Experimentat i coneixedor dels macedonis, procedeix a evitar tot xoc en batalla campal a terra alhora que allista a la flota persa per col·locar-la en operacions. Intenta recapturar a les ciutats gregues jòniques que s'havien unit al llibertador macedoni instaurant tirans locals defensats pels perses. Aquesta estratègia de guerra es continuaria per un lapse curt de temps, ja que la prematura mort del comandant persa Memnó durant el setge de la ciutat de Mitilene, a l'illa de Lesbos, va resultar en un abandonament de la seva estratègia que a la fi portaria a la pròxima gran batalla d'Issos.